# Dioniso Hope
Il Dioniso Hope, anche noto come Dioniso appoggiato a una figura femminile, è una statua romana in marmo che raffigura Dioniso, divinità greca del vino e della liberazione dei sensi. Attualmente è conservata presso il Metropolitan Museum of Art di New York.

## Storia
La statua risale a un periodo compreso tra il 27 a.C. e il 68 e si ritiene sia una copia romana di un originale bronzeo greco risalente al IV secolo a.C.. Nel 1796 il banchiere e collezionista d'arte Thomas Hope (o il fratello Henry Philip) - da cui la denominazione - acquistò il Dioniso dallo scultore Vincenzo Pacetti, il quale lo aveva precedentemente restaurato. Successivamente entrò a far parte della collezione di Francis Howard, discendente di Benjamin Franklin, finché nel 1990 fu acquisita dal Metropolitan Museum of Art di New York.

## Descrizione
Dioniso viene rappresentato mentre indossa sul petto la pardalide, ossia una pelle di pantera (o leopardo), che si colloca al di sopra del suo chitone corto, ma sotto all'himation - che in questo caso funge essenzialmente da mantello. Ai piedi sono visibili dei sandali alti con delle teste di animali sui lembi di pelle sporgenti. La divinità tende il braccio sinistro, restaurato, tende verso una piccola figura femminile, fino ad appoggiarvisi. L'identificazione di quest'ultima è incerta, ma si ipotizza possa essere la personificazione della speranza (Elpis nella mitologia greca, Spes in quella romana); è stato affermato, altresì,  trattarsi di una tipologia di erma. 

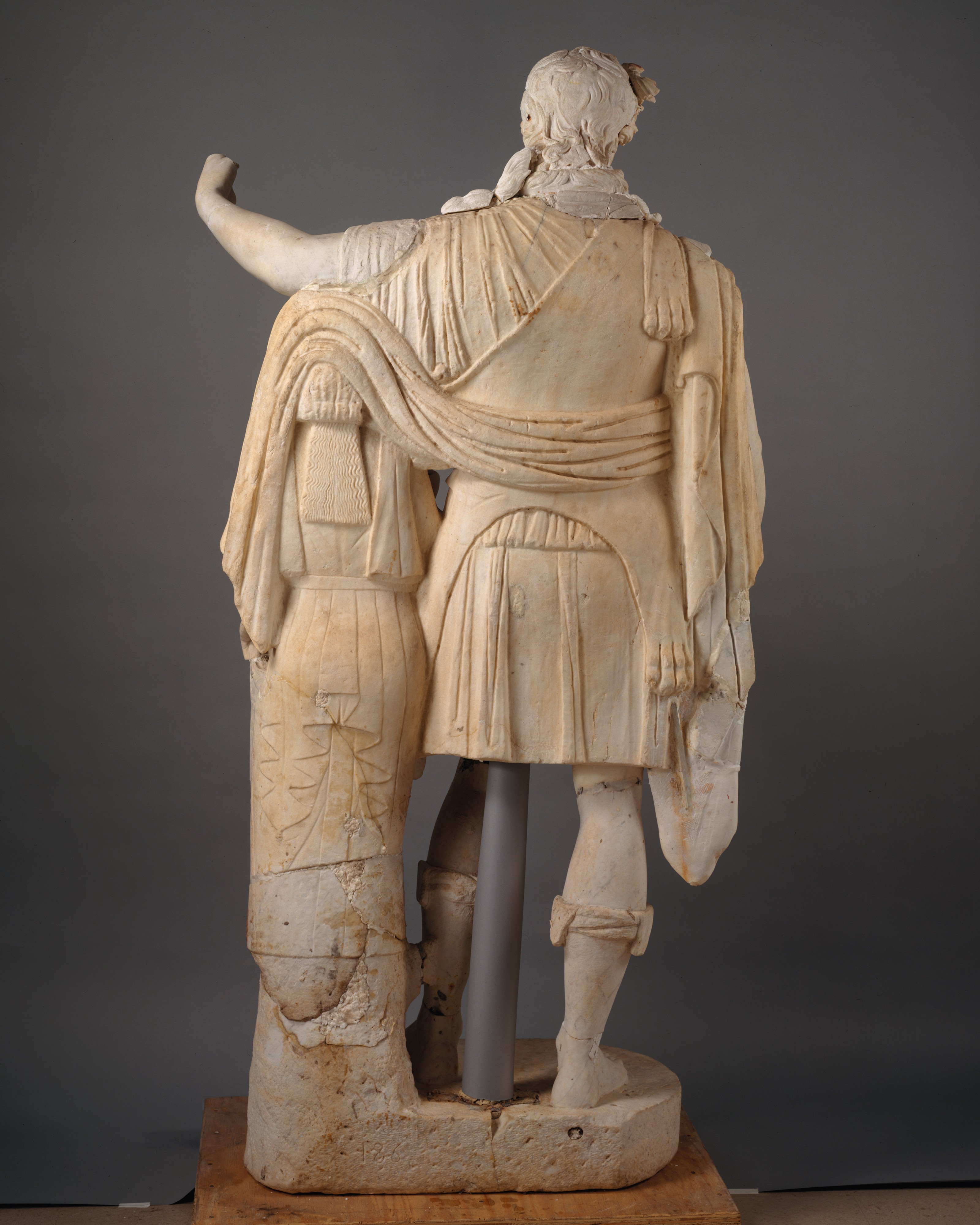
Veduta dal retro.

La posa della presunta Speranza è arcaica e rimanda alle statue greche prodotte nel VI secolo a.C.; ciononostante, non è chiaro se la figura femminile fosse presente già nell'originale greco. La presenza di supporti quali colonne, erme o piccole statue non era rara nell'arte classica, ma in questo caso potrebbe trattarsi di un'aggiunta romana, concepita per sostenere il peso del braccio teso (eventualmente, quindi, non si tratterebbe di Elpis, bensì di Spes).